# Янкович, Никола
Нико́ла Я́нкович (серб. Никола Јанковић; 7 июня 1993, Лазаревац, Союзная Республика Югославия) — сербский футболист, защитник чешского клуба «Яблонец».

## Клубная карьера
Янкович начал заниматься футболом в юношеской команде «Колубары» из его родного города, Лазаревац. 14 августа 2011 года он дебютировал в основном составе «Колубары» в матче Первой лиги. Никола довольно быстро стал игроком основного состава и в первый же сезон в профессиональном футболе провёл 34 матча.
В начале 2013 года защитник заключил договор с клубом «Чукарички», выступавшим в Суперлиге Сербии. 27 марта Никола провёл первую игру в высшем сербском футбольном дивизионе, выйдя на замену в игре с «Младостью» из Лучани.
17 июля 2014 года Никола дебютировал в еврокубках, выйдя в стартовом составе квалификации Лиги Европы против австрийского «Грёдига».
В сезоне 2014/15 Янкович стал обладателем кубка Сербии, приняв участие в 3 играх турнира, в том числе и во втором полуфинальном матче с «Вождовацем».
15 октября 2015 года защитник отметился первым забитым мячом в чемпионате.

## Достижения
Чукарички
- Обладатель кубка Сербии: 2014/15